# Isotope fertile
 (février 2023).
Si vous disposez d'ouvrages ou d'articles de référence ou si vous connaissez des sites web de qualité traitant du thème abordé ici, merci de compléter l'article en donnant les références utiles à sa vérifiabilité et en les liant à la section « Notes et références ».
Un isotope fertile est un isotope qui peut produire un isotope fissile à la suite de la capture d'un neutron, directement, ou après une désintégration bêta.

## Éléments fertiles naturels
Les deux isotopes fertiles présents dans la nature, que l'on peut utiliser dans un réacteur nucléaire, sont le thorium 232 et l'uranium 238.
L'isotope fertile le plus connu est l'isotope majoritaire de l'uranium, l'U238, qui représente 99.3% en masse de l'uranium naturel. Du fait de son mélange avec le nucléide fissile U235, ce nucléide a contribué dès les premiers réacteurs nucléaires à produire du plutonium. Dans un réacteur nucléaire, l'uranium 238 qui capture un neutron se transforme instantanément en uranium 239 instable, lequel se transforme en plutonium 239 par deux désintégrations β– :
238
92U + 1
0n ⟶ 239
92U ⟶ 239
94Pu + 2 e– + 2 νe.
C'est cette formation du plutonium à partir de l'uranium 238 qui a été utilisée dans le premier réacteur nucléaire industriel pour produire du plutonium, utilisé dans la dernière bombe atomique opérationnelle Fat Man larguée sur Nagasaki.
Le cycle U238-Pu a ensuite été utilisé dans des surgénérateurs, en particulier en France dans le projet Phénix. Un surgénérateur était en cours de construction en Italie en 1997, mais a été suspendu avec le moratoire italien sur le nucléaire.
L'autre isotope naturel fertile est le thorium 232, unique isotope naturel du thorium. Il est plus abondant dans la croûte terrestre que l'uranium. Il capture un neutron puis se transforme en thorium 233, lequel se transforme en uranium 233 par deux désintégrations β– :
232
90Th + 1
0n ⟶ 233
90Th ⟶ 233
92U  + 2 e– + 2 νe.
Ces deux éléments peuvent être utilisés pour la production d'énergie nucléaire, dans des réacteurs spécialement adaptés pour la surgénération.
L'uranium 238 a fait l'objet d'un grand nombre de réalisations. C'est la seule voie d'accès au plutonium 239.
Le thorium 232 n'a fait l'objet que de réalisations expérimentales, le principal obstacle est le faible nombre de neutrons émis lors de la fission de l'uranium 233.
(les demi-vie de l'U239 et le Np239 sont respectivement 23,5 et 2,36 min)

## Facteur de conversion
Le facteur de conversion C est défini comme le rapport entre le nombre de noyaux fissiles produits par les matières fertiles et le nombre de noyaux fissiles consommés dans les réactions de fission et de fertilisation (nécessaires pour entretenir la réaction nucléaire initiale), pour une densité neutronique donnée : c'est le facteur de surgénération idéal, calculé dans le cas où le seul isotope fissile est celui produit par l'isotope fertile.
La valeur maximale de ce facteur correspond au cas où les fuites de neutrons sont nulles et où les captures parasites sont également nulles (ce qui est évidemment impossible en pratique).
La valeur du facteur de conversion C est fonction de la section efficace de la réaction de capture neutronique de l'élément fertile.
Celle-ci dépend fortement de l'énergie des neutrons : dans le cas de la réaction U238-Pu, le facteur C est au maximum de 1.10 pour les neutrons thermiques, et 1,64 pour les neutrons rapides. Les valeurs correspondantes pour le thorium (réaction Th232-U233) sont respectivement de 1.28 et 1.49.
Ces chiffres montrent que dans des réacteurs à neutrons thermiques, le cycle Th-U233 a un avantage, alors que dans des réacteurs à neutrons rapides c'est le cycle U238-Pu.

## Mécanisme
Dans le cas de l'uranium 238, la transmutation aboutissant au plutonium 239 est assez complexe :
Tout d'abord, le noyau capture un neutron, donnant de l'uranium 239 :
238
92U + 1
0n ⟶ 239
92U.
Celui-ci est un émetteur bêta, donnant du neptunium 239 :
239
92U ⟶ 239
93Np + e– + νe,
qui est lui-même un émetteur bêta, donnant par désintégration le plutonium 239 :
239
93Np ⟶ 239
94Pu+ e– + νe.

## Éléments fertiles en réacteur
Dans un réacteur en activité, qui contient des radionucléides artificiels, certains radionucléides sont techniquement « fertiles », et consomment deux neutrons pour fissionner :
- l'uranium 234 qui capture un neutron puis se transforme en uranium 235 :

234
92U + 1
0n ⟶ 235
92U.
- le plutonium 238 qui capture un neutron puis se transforme en plutonium 239 :

238
94Pu + 1
0n ⟶ 239
94Pu.
- le plutonium 240 qui capture un neutron puis se transforme en plutonium 241 :

239
94Pu + 1
0n ⟶ 240
94Pu.